# Aartsengel Michaëlkathedraal (Sotsji)
De Kathedraal van de Heilige Aartsengel Michaël (Russisch: Собо́р Свято́го Архистрати́га Арха́нгела Михаи́л) is de oudste kerk van Sotsji (Russisch: Сочи) en de Russisch-orthodoxe kathedraal van het decanaat Sotsji in het bisdom Jekaterinenburg.

## Bouwgeschiedenis
De Aartsengel Michaëlkerk was niet alleen het eerste kerkgebouw van Sotsji, maar van de hele Zwarte-Zeeregio. Het werd gebouwd in opdracht van grootvorst Michaël Nikolajevitsj uitgevoerd ter nagedachtenis aan de Russische zege in de Kaukasusoorlog in 1864. Op 26 mei 1874 werd de eerste steen van de kerk gelegd. Om verschillende redenen liep de bouw een forse vertraging op, zodat het gebouw pas op 25 oktober 1890 werd voltooid. Op 24 september 1891 werd het kerkgebouw plechtig ingewijd.

## Sovjet-periode
In 1929 begonnen de bolsjewieken een campagne om de sluiting van de kathedraal af te dwingen. Na de sluiting van het kerkgebouw deed het gebouw dienst als opslagplaats. Dit duurde tot het begin van de Tweede Wereldoorlog. In 1944 werd de kerk teruggegeven aan de gelovigen. Gedurende het bestaan van de kerk werd zowel het exterieur als het interieur van de kerk sterk veranderd. In 1981 erkende de staat het kerkgebouw als monument van religieuze architectuur. 
De Michaëlkerk werd in de jaren 1993-1994 gerenoveerd en kreeg onder leiding van de architect Fedor Afoeksenidi haar oorspronkelijke architectonische uitstraling terug.